# 上鶴間本町

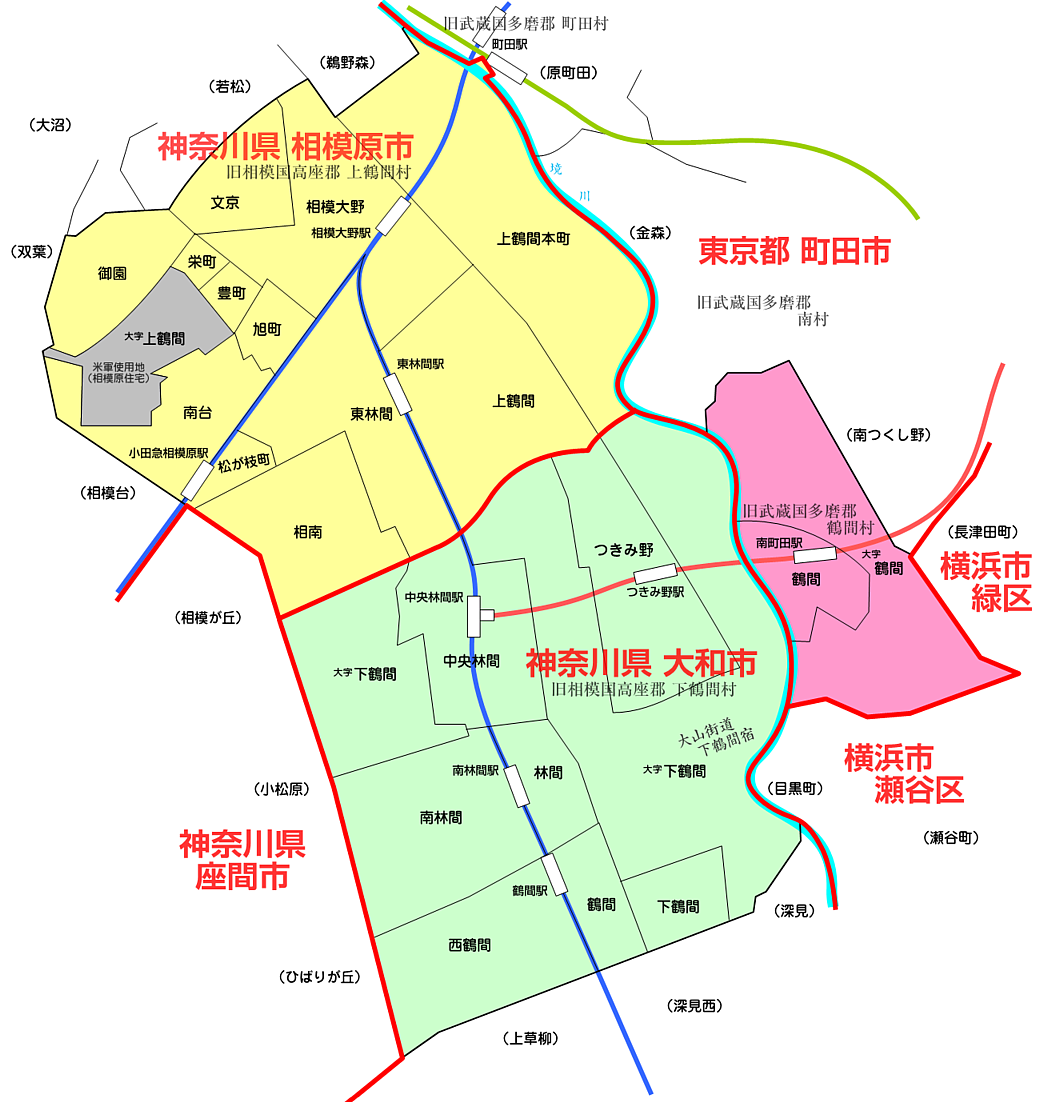
鶴間村・上鶴間村・下鶴間村周辺の現在の区画。地区分割や編入も繰り返されているため、江戸時代の区域とは必ずしも一致しない。

上鶴間本町（かみつるまほんちょう）は、神奈川県相模原市南区の町名。現行行政地名は上鶴間本町一丁目から九丁目。住居表示実施済区域。

## 地理
元の大字上鶴間の一部であり、2004年（平成16年）の住居表示実施によって成立した。この住居表示により現在「大字上鶴間」を称するのは在日米軍相模原住宅地区の区域のみとなっている。
相模原市の東南端に位置し、境川と国道16号に挟まれた区域を占める。境川に沿って延びる段丘崖を挟み南側は相模原台地上の平坦面が広がっている。古くからの集落は段丘崖の周辺に分布し、いくつかの集落に分かれている。境川沿いの低地は水田として利用されてきたが、かつて境川は激しく蛇行しており周辺は洪水に悩まされてきた。
1970年代以降、これに対する河川改修が行われ流路の直線化と拡幅がなされたが、蛇行した旧流路に基づく都県境はそのまま残され、対岸の東京都町田市との間に相互に川向うの飛び地を持つこととなった。相模原市と町田市との間で境界を現流路に合わせて飛び地を解消するための協議が進められているが、2010年3月末現在でも部分的な実現にとどまる。
相模原台地上は水を得ることが困難なために農地としての利用が遅れたが、幕末から明治以降の開墾を経て畑が広がるようになった。養蚕が盛んであった明治から昭和初期にかけては多くが桑畑として利用されたが、養蚕の衰退後は主に野菜の栽培が行われている。一丁目から四丁目、六丁目にかけて国道16号に並行し「旧道」と呼ばれている神奈川往還が通過し、一丁目付近は路村としての景観を有する。
三丁目の一部は境川の北側まで及び東日本旅客鉄道（JR東日本）横浜線町田駅（旧・原町田駅）に至近な位置にあることから商業地区となっている。俗に「田んぼ」と呼ばれ風俗店が多く出店していることで知られていたが、2000年代に入って警察の取り締まりが強化されたことからその数は以前よりも大幅に減少している。
町田駅と小田急相模大野駅の間にあって全体の市街地化は比較的に緩慢であったが、1970年代後半以降は急速な宅地化が進行中であり、境川沿いの水田はほぼ姿を消した。相模原台地上でも宅地等への転用が進んでおり、農地はその面積を大幅に減らしている。1990年代以降は町田駅や相模大野駅に近い区域でのマンションの新築が目立っている。

### 河川
- 境川 - 東京都町田市との都県境付近を流れる。

### 地価
住宅地の地価は、2023年（令和5年）1月1日の公示地価によれば、上鶴間本町2-36-31の地点で28万9000円/m2、上鶴間本町4-18-10の地点で30万円/m2、上鶴間本町8-23-2の地点で15万8000円/m2となっている。

## 歴史

### 地名の由来
一説に昔、鶴が飛来したという「鶴舞の里」に由来するとされる。

### 沿革
- 江戸時代には相模国高座郡上鶴間村の一部であり、その中心集落であった。
- 1878年（明治11年）の郡区町村編制法により、神奈川県高座郡上鶴間村の一部となる。
- 1889年（明治22年）4月1日 - 町村制施行のための合併（明治の大合併）により、高座郡大野村の大字上鶴間の一部となる。
- 1941年（昭和16年）4月29日 - 高座郡大野村が上溝町ほか1町5村と合併し高座郡相模原町となり、同町の大字上鶴間の一部となる。
- 1954年（昭和29年）11月20日 - 高座郡相模原町が市制を施行して相模原市となり、同市の大字上鶴間の一部となる。
- 1967年（昭和42年）10月1日 - 大字上鶴間の一部で住居表示による新町名の編成が始まる（東林間ほか）。ただし、当地域は対象外。
- 2004年（平成16年）2月1日 - 大字上鶴間の残存地域の大部分で住居表示実施。上鶴間本町一丁目〜九丁目となる。
- 2010年（平成22年）4月1日 - 相模原市が政令指定都市に移行して区制を実施。同市の南区上鶴間本町一丁目〜九丁目となる。

## 世帯数と人口
2020年（令和2年）10月1日現在（国勢調査）の世帯数と人口（総務省調べ）は以下の通りである。
| 丁目             | 世帯数     | 人口     |
| ---------------- | ---------- | -------- |
| 上鶴間本町一丁目 | 1,437世帯  | 3,048人  |
| 上鶴間本町二丁目 | 2,005世帯  | 3,999人  |
| 上鶴間本町三丁目 | 1,560世帯  | 2,908人  |
| 上鶴間本町四丁目 | 2,010世帯  | 4,237人  |
| 上鶴間本町五丁目 | 1,789世帯  | 3,684人  |
| 上鶴間本町六丁目 | 1,031世帯  | 2,256人  |
| 上鶴間本町七丁目 | 1,354世帯  | 3,200人  |
| 上鶴間本町八丁目 | 1,122世帯  | 2,590人  |
| 上鶴間本町九丁目 | 1,461世帯  | 3,759人  |
| 計               | 13,769世帯 | 29,681人 |

### 人口の変遷
国勢調査による人口の推移。
| 年                 | 人口   |
| ------------------ | ------ |
| 2005年（平成17年） | 24,250 |
| 2010年（平成22年） | 25,698 |
| 2015年（平成27年） | 27,503 |
| 2020年（令和2年）  | 29,681 |

### 世帯数の変遷
国勢調査による世帯数の推移。
| 年                 | 世帯数 |
| ------------------ | ------ |
| 2005年（平成17年） | 10,324 |
| 2010年（平成22年） | 11,477 |
| 2015年（平成27年） | 12,228 |
| 2020年（令和2年）  | 13,769 |

## 学区
市立小・中学校に通う場合、学区は以下の通りとなる（2018年2月時点）
| 丁目             | 番地                                                                                          | 小学校                 | 中学校               |
| ---------------- | --------------------------------------------------------------------------------------------- | ---------------------- | -------------------- |
| 上鶴間本町一丁目 | 全域                                                                                          | 相模原市立鹿島台小学校 | 相模原市立谷口中学校 |
| 上鶴間本町二丁目 | 全域                                                                                          | 相模原市立鹿島台小学校 | 相模原市立谷口中学校 |
| 上鶴間本町三丁目 | 全域                                                                                          | 相模原市立谷口小学校   | 相模原市立谷口中学校 |
| 上鶴間本町四丁目 | 1番～50番 51番4～24号 51番41～49号 52番1～10号 52番28～30号                                   | 相模原市立谷口小学校   | 相模原市立谷口中学校 |
| 上鶴間本町四丁目 | その他                                                                                        | 相模原市立鶴園小学校   | 相模原市立谷口中学校 |
| 上鶴間本町五丁目 | 21～32番                                                                                      | 相模原市立鶴園小学校   | 相模原市立谷口中学校 |
| 上鶴間本町五丁目 | その他                                                                                        | 相模原市立谷口小学校   | 相模原市立谷口中学校 |
| 上鶴間本町六丁目 | 3番9〜10号・13〜14号 12番17号 13番14号 14番2～25号 15～20番 21番1〜2号・31～37号 21番41～43号 | 相模原市立谷口小学校   | 相模原市立谷口中学校 |
| 上鶴間本町六丁目 | その他                                                                                        | 相模原市立鶴園小学校   | 相模原市立谷口中学校 |
| 上鶴間本町七丁目 | 全域                                                                                          | 相模原市立鶴園小学校   | 相模原市立谷口中学校 |
| 上鶴間本町八丁目 | 全域                                                                                          | 相模原市立鶴園小学校   | 相模原市立谷口中学校 |
| 上鶴間本町九丁目 | 全域                                                                                          | 相模原市立鶴園小学校   | 相模原市立谷口中学校 |

## 事業所
2021年（令和3年）現在の経済センサス調査による事業所数と従業員数は以下の通りである。
| 丁目             | 事業所数  | 従業員数 |
| ---------------- | --------- | -------- |
| 上鶴間本町一丁目 | 60事業所  | 366人    |
| 上鶴間本町二丁目 | 47事業所  | 312人    |
| 上鶴間本町三丁目 | 49事業所  | 438人    |
| 上鶴間本町四丁目 | 72事業所  | 588人    |
| 上鶴間本町五丁目 | 49事業所  | 565人    |
| 上鶴間本町六丁目 | 24事業所  | 172人    |
| 上鶴間本町七丁目 | 51事業所  | 481人    |
| 上鶴間本町八丁目 | 34事業所  | 208人    |
| 上鶴間本町九丁目 | 68事業所  | 888人    |
| 計               | 454事業所 | 4,018人  |

### 事業者数の変遷
経済センサスによる事業所数の推移。
| 年                 | 事業者数 |
| ------------------ | -------- |
| 2016年（平成28年） | 427      |
| 2021年（令和3年）  | 454      |

### 従業員数の変遷
経済センサスによる従業員数の推移。
| 年                 | 従業員数 |
| ------------------ | -------- |
| 2016年（平成28年） | 3,528    |
| 2021年（令和3年）  | 4,018    |

## 交通

### 鉄道
当区域内を小田急電鉄小田原線が通過するが区域内に駅はない。同線の相模大野駅が一丁目および四丁目の近くにある。三丁目の一部は東日本旅客鉄道（JR東日本）横浜線町田駅に接し、同駅南口西側階段下の広場周辺は当区域に含まれる。二丁目、三丁目は小田急線の町田駅にも近い。

### 道路・橋梁
- 国道16号（東京環状）
- 神奈川県道51号町田厚木線（行幸道路） - 境橋
- 神奈川往還（浜街道）
- 下森鹿島ハナミズキ通り

## 施設
教育
- 小学校
  - 相模原市立鹿島台小学校
  - 相模原市立谷口小学校
  - 相模原市立鶴園小学校
- 中学校
  - 相模原市立谷口中学校
- 高等学校
  - 神奈川県立上鶴間高等学校
- 専修学校
  - 医療ビジネス観光福祉専門学校（旧・総合電子専門学校）
- 児童厚生施設
  - 鶴園中和田こどもセンター

警察
- 相模原南警察署中和田交番
- 相模原南警察署町田駅南口臨時警備出張所

商業
- ヨドバシカメラマルチメディア町田 (住所は町田市原町田一丁目)
- 家具の大正堂本店
- MEGAドン･キホーテ上鶴間店
- スーパー三和上鶴間店
- ウェルパーク上鶴間店
- クリエイトSD相模原上鶴間店
- クリエイトSD相模原上鶴間谷口店
- ココカラファイン上鶴間本町店
- 中和田商店
- 沖園芸

郵便局
- 相模原谷口郵便局

金融機関
- 中央労働金庫 相模大野ローンセンター

農業協同組合
- 相模原市農業協同組合（JA相模原市）相模大野支店

公園
- 鹿島台公園
- しももりせせらぎ公園
- 谷口ふれあい広場
- 谷口第二子どもの広場
- 中和田天神上公園
- 中和田ふれあい広場
- 風の子広場

寺院・神社
- 鹿島神社
- 金山神社
- 長嶋神社
- 青柳寺
- 泉龍寺

## その他

### 日本郵便
- 郵便番号 : 252-0318[3]（集配局 : 座間郵便局[13]）。